# Скрытники
Скрытники (лат. Latridiidae) — семейство насекомых из отряда жесткокрылых.

## Синонимы
Младший синоним используется как более известный по решению Международной комиссии по зоологической номенклатуре.
- Corticariidae Curtis, 1829
- Lathridiidae Erichson, 1842

## Описание
Мелкие жуки длиной 1—3 мм. Усики 10- или 11-члениковые с 2—3-члениковой булавой.

## Экология
Жуки питаются разлагающимся растительным материалом. Некоторые виды живут в квартирах на нижней части обоев, также встречаются на плесневелом хлебе или на нижней стороне продуктов. Представили подсемейства Lathridiinae в природе в основном живут под опавшей листвой, а Corticariinae можно найти среди мёртвой растительности.

## Палеонтология
Древнейшие скрытники были найдены в меловом ливанском янтаре.

## Систематика
Около 35 родов и 1100 видов. В 2010 году род был выделен в отдельное семейство.
- семейство: Latridiidae Erichson, 1842
  - подсемейство: Corticariinae Curtis, 1829
    - род: Bicava Belon, 1884
    - род: Corticaria Marsham, 1802
    - род: Corticarina Reitter, 1881
    - род: Corticaromus Tarun K. Pal & Shelley Ghosh, 2008
    - род: Cortinicara Johnson, 1975
    - род: Diarthrocera Broun, 1893
    - род: Fuchsina Fall, 1899
    - род: Melanophthalma Motschulsky, 1866
    - род: Migneauxia Jacquelin du Val, 1859
    - род: Rethusus Broun, 1886

  - подсемейство: Latridiinae Erichson, 1842
    - род: Adistemia Fall, 1899
    - род: Akalyptoischion Andrews, 1976[7]
    - род: Austrophthalma Dajoz, 1966
    - род: Besuchetia Dajoz, 1975
    - род: Cartodere C.G. Thomson, 1859
    - род: Dicastria Dajoz, 1967
    - род: Dienerella Reitter, 1911
    - род: Enicmus C.G. Thomson, 1859
    - род: Euchionellus Reitter, 1908
    - род: Eufallia Muttkowski, 1900
    - род: Eufalloides Hinton, 1941
    - род: Herfordia Halstead, 1967
    - род: Latridius Herbst, 1793
    - род: Lithostygnus Broun, 1886
    - род: Metophtalmoides Dajoz, 1967
    - род: Metophthalmus Motschulsky, 1850
    - род: Nalpaumia Dajoz, 1967
    - род: Paracaria Dajoz, 1970
    - род: Revelieria Perris, 1869
    - род: Stephostethus Leconte, 1878
    - род: Thes Semenov Tian-Shansky, 1910

  - подсемейство: †Tetrameropsinae Kirejtshuk et Azar, 2008
    - род: †Tetrameropsis Kirejtshuk et Azar, 2008